# Keith Ridgway
Keith Ridgway, né en 1965 à Dublin (Irlande), est un écrivain irlandais.

## Biographie
Après avoir fait ses études et ses débuts en littérature à Dublin, Keith Ridgway s'est installé à Londres en 2000.
Son roman Mauvaise Pente (The Long Falling, 1998), lauréat du prix Femina étranger 2001, a inspiré à Martin Provost son film Où va la nuit, film franco-belge réalisé en 2011.

## Œuvre

### Romans
- Horses (1997)
- The Long Falling (1998) Publié en français sous le titre Mauvaise Pente, Paris, Phébus, coll. « D'aujourd'hui », 2001 ; réédition, Paris, Phébus, coll. « Libretto » no 187, 2005  (ISBN 2-7529-0059-7) ; réédition, Paris, 10/18, coll. « Domaine étranger » no 4232, 2009  (ISBN 978-2-264-04681-9) ; réédition, Paris, Phébus, coll. « Littérature étrangère », 2011  (ISBN 978-2-7529-0538-3)
- The Parts (2003) Publié en français sous le titre Puzzle, Paris, Phébus, coll. « D'aujoud'hui. Étranger », 2003
- Animals (2006) Publié en français sous le titre Animals, Paris, Phébus, coll. « D'aujoud'hui. Étranger », 2007 ; réédition, Paris, 10/18, coll. « Domaine étranger » no 4336, 2010  (ISBN 978-2-264-04682-6)
- Hawthorn and Child (2012)

### Novellas
- The Spectacular (2012)
- Never Love a Gambler (2014)

### Recueil de nouvelles
- Standard Time (2001) Publié en français sous le titre En temps normal, Paris, Phébus, 2005

## Récompenses
- 2001 : Prix Femina étranger pour Mauvaise Pente[1] (The Long Falling)
- 2001 : Prix du premier roman étranger pour Mauvaise Pente[1] (The Long Falling)

## Adaptation de son œuvre au cinéma
- 2011 : Où va la nuit, d'après son roman Mauvaise Pente[1] (The Long Falling, 1998), film franco-belge de Martin Provost.